# 劉闡
劉 闡（りゅう せん）は、中国の後漢末期、及び三国時代の呉の政治家。一名は劉緯。本貫は荊州江夏郡竟陵県。

## 生涯
益州牧劉璋の次子。建安19年（214年）、劉璋が劉備に降伏した後、共に荊州の公安県に移住する。
建安24年12月（220年年始）、孫権が劉備配下の関羽を殺害し、荊州を制圧すると、また父と共に孫権に帰順する。
呉の黄武2年（223年）、益州南部で雍闓が蜀漢から離反し、呉に与すると、劉闡は孫権から益州刺史に任じられ、交州と益州の州境に赴任する。その雍闓の乱が諸葛亮によって平定されると、劉闡は呉に召還され、御史中丞に任じられた。
後に病気のため、自宅にて死去した。その人となりは慎み深く、財を軽んじ、義を尊び、仁譲の風があったと言われる。